# Monster Truck Madness
Monster Truck Madness är ett datorspel utvecklat av Terminal Reality och utgivet av spelstudion Microsoft Games. Det släpptes även en efterföljare under namnet Monster Truck Madness 2 i april 1998.